# Rio Coşag
O Rio Coşag é um rio da Romênia, afluente do Cormoş, localizado no distrito de Covasna.